# Mislinja
Mislinja es una población de 4.666 habitantes en Eslovenia.